# Martin Bangemann
Martin Bangemann, né le 15 novembre 1934 à Wanzleben-Börde et mort le 28 juin 2022 à Saint-Vincent-la-Châtre dans le département des Deux-Sèvres, est un homme politique allemand et européen membre du Parti libéral-démocrate (FDP).
Il est ministre fédéral de l'Économie d'Allemagne de l'Ouest dans la coalition noire-jaune d'Helmut Kohl au milieu des années 1980 avant d'occuper, de 1989 à 1999, le poste de commissaire européen à l'Industrie, dans un premier temps associé au portefeuille du Marché intérieur, et aux Télécommunications par la suite. Il est par ailleurs vice-président de la Commission européenne, et président fédéral du Parti libéral-démocrate pendant trois ans.

## Biographie
En 1955, il obtient son Abitur puis effectue des études supérieures de droit à Tübingen puis Munich, où il passe avec succès son premier examen juridique d'État en 1960, et réussit le second deux ans plus tard. Il est avocat depuis 1964.
Il siège au conseil d'administration de Telefónica depuis le 1er juillet 2000 et fait partie du conseil de surveillance de Hunzinger Information AG. Il est par ailleurs marié et père de cinq enfants.
Il est décédé d'une crise cardiaque à son domicile en France, à Saint-Vincent-la-Châtre dans le département des Deux-Sèvres, le 28 juin 2022 à l'âge de 87 ans.

## Parcours politique

### Au sein du FDP
Il adhère au Parti libéral-démocrate (FDP) en 1963. Six ans plus tard, il devient vice-président du Parti populaire démocrate (FDP/DVP), fédération du FDP dans le Bade-Wurtemberg, et occupe ce poste jusqu'à sa nomination comme secrétaire général fédéral du parti, en 1974. Il n'exerce ce mandat qu'un an, et prend la tête du FDP/DVP en 1978.
Le 23 février 1985, Martin Bangemann est élu président fédéral du Parti libéral-démocrate, mettant fin à onze ans de présidence d'Hans-Dietrich Genscher, et exerce cette fonction jusqu'au 9 octobre 1988, lorsque, en vue de son départ pour la Commission européenne, il est remplacé par Otto Graf Lambsdorff.

### Au sein des institutions allemandes
Il est élu pour la première fois député fédéral au Bundestag le 19 novembre 1972. Réélu quatre ans plus tard, il démissionne en 1980, peu avant la fin de son second mandat. Il est nommé ministre fédéral de l'Économie dans la deuxième coalition noire-jaune d'Helmut Kohl le 27 juin 1984.
Le 25 janvier 1987, il retrouve son siège au Bundestag, et se voit reconduit au gouvernement le 12 mars 1987. Il démissionne cependant le 9 décembre 1988, et abandonne en même temps son mandat parlementaire.

### Au sein des institutions européennes

#### Député européen
Il fait son entrée au Parlement européen en 1973, comme délégué de l'Allemagne de l'Ouest. Il y est élu au suffrage universel direct lors des premières élections européennes six ans plus tard, et prend la présidence du groupe libéral et démocratique (LD). Lors du scrutin suivant, le FDP n'obtient pas les 5 % des voix nécessaires pour obtenir des sièges et il se retrouve alors exclu du Parlement.

#### Commissaire européen
Martin Bangemann est nommé commissaire européen chargé du Marché intérieur et de l'Industrie dans le collège présidé par Jacques Delors le 6 janvier 1989. Le 6 janvier 1993, il perd ses compétences pour le marché intérieur au profit de celles relatives aux télécommunications et obtient une vice-présidence de la Commission européenne.
Son portefeuille est maintenu lorsque Jacques Santer remplace Jacques Delors le 23 janvier 1995, mais il perd son titre de vice-président. Le 15 mars 1999, l'ensemble du collège démissionne et il se voit chargé de gérer les affaires courantes jusqu'à l'investiture d'une nouvelle équipe par le Parlement européen. C'est chose faite le 16 septembre avec l'entrée en fonction de la commission de Romano Prodi dans laquelle il n'est pas reconduit par le gouvernement allemand, désormais de coalition rouge-verte.

#### L'affaire Bangemann
Le 30 juin 1999, les dirigeants de la société espagnole de télécommunications Telefonica annoncent que Martin Bangemann fera partie, dès le lendemain, de leur conseil d'administration, et ce alors qu'il siège encore à la Commission européenne. Ce dernier fait savoir qu'il en a informé Jacques Santer, président de la Commission, et Gerhard Schröder, président en exercice du Conseil européen, mais Santer lui rappelle qu'il n'est pas autorisé à partir sans qu'un remplaçant ait été désigné. Malgré les critiques sur la compatibilité de cette embauche avec l'engagement solennel que prennent les commissaires de « respecter, pendant la durée de leurs fonctions et après la cessation de celles-ci, les obligations découlant de leur charge, notamment les devoirs d'honnêteté et de délicatesse quant à l'acceptation, après cette cessation, de certaines fonctions ou de certains avantages », selon le traité de Rome, il est mis en congé le 3 juillet, la Commission exprimant simplement son malaise. Toutefois, les États membres, estimant que le traité avait bel et bien été violé, décident le 8 juillet de porter l'affaire devant la Cour de justice des communautés européennes (CJCE), avant de se rétracter en décembre suivant, estimant que Bangemann n'a violé aucune règle en intégrant la société le 6 juillet, en ne siégeant pas au conseil d'administration, et en promettant de ne pas révéler d'informations confidentielles ni de représenter l'entreprise auprès des institutions européennes pendant un certain délai.

## Distinctions
- Grand-croix de l'ordre de l'Infant Dom Henri